# 邢裕盛
邢裕盛（1930年—），男，山东章邱人，中国地层古生物学家，曾任中国地质科学院地质研究所研究员、博士生导师。